# Тубаран (Санта-Катарина)
Тубаран (порт. Tubarão)  —  муниципалитет в Бразилии, входит в штат Санта-Катарина. Составная часть мезорегиона Юг штата Санта-Катарина. Находится в составе крупной городской агломерации Агломерация Тубаран. Входит в экономико-статистический  микрорегион Тубаран. Население составляет 92 569 человек на 2007 год. Занимает площадь 300,273 км². Плотность населения — 317,5 чел./км².
Праздник города —  27 мая.

## История
Город основан 27 мая 1836 года. 

## Статистика
- Валовой внутренний продукт на 2004 составляет 857.152.488,00 реалов (данные: Бразильский институт географии и статистики).
- Валовой внутренний продукт на душу населения на 2004 составляет 9.193,46 реалов (данные: Бразильский институт географии и статистики).
- Индекс развития человеческого потенциала на 2000 составляет 0,842 (данные: Программа развития ООН).

## География
Климат местности: тропический, восточных побережий. В соответствии с классификацией Кёппена, климат относится к категории Cfa.

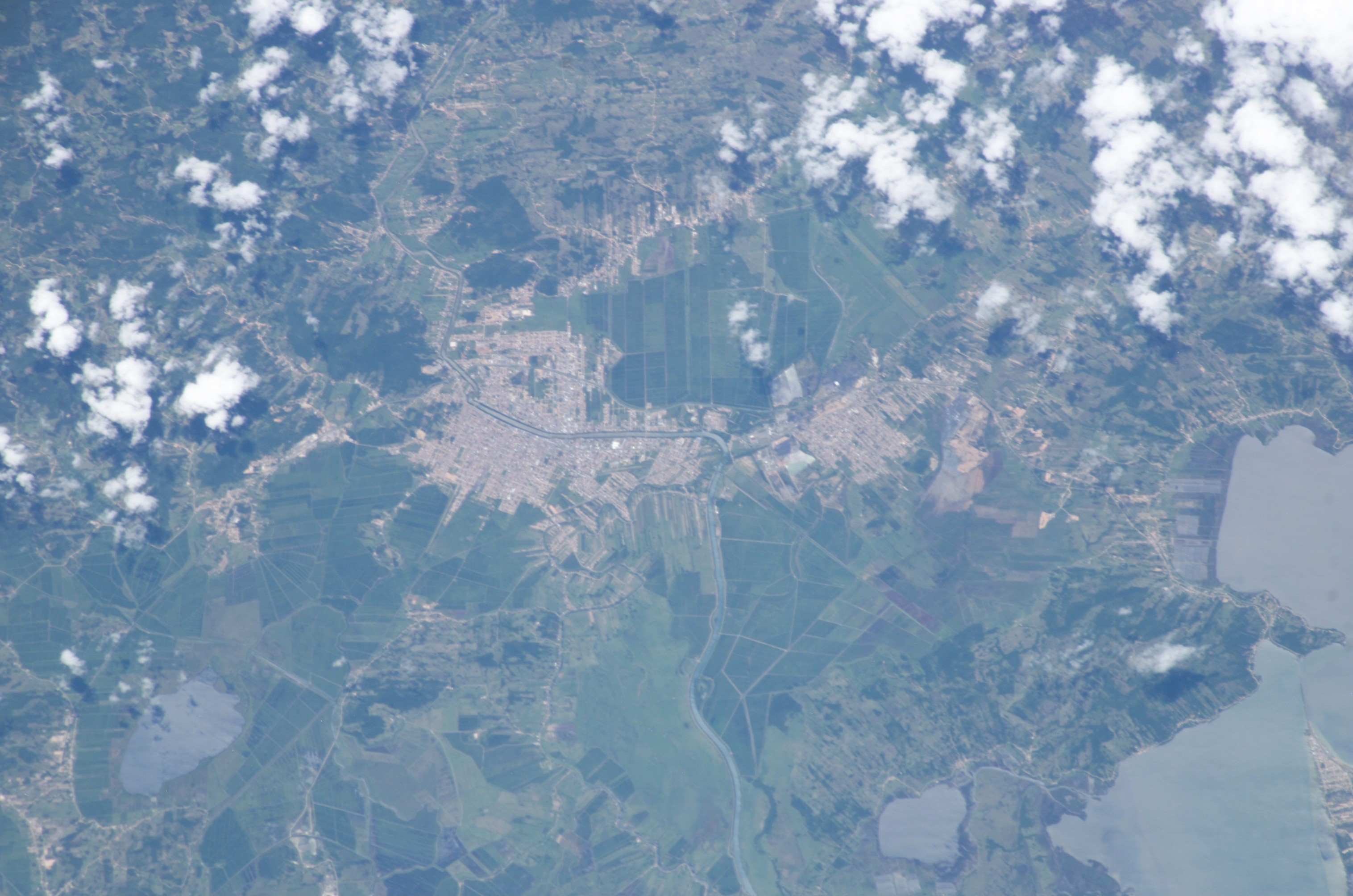

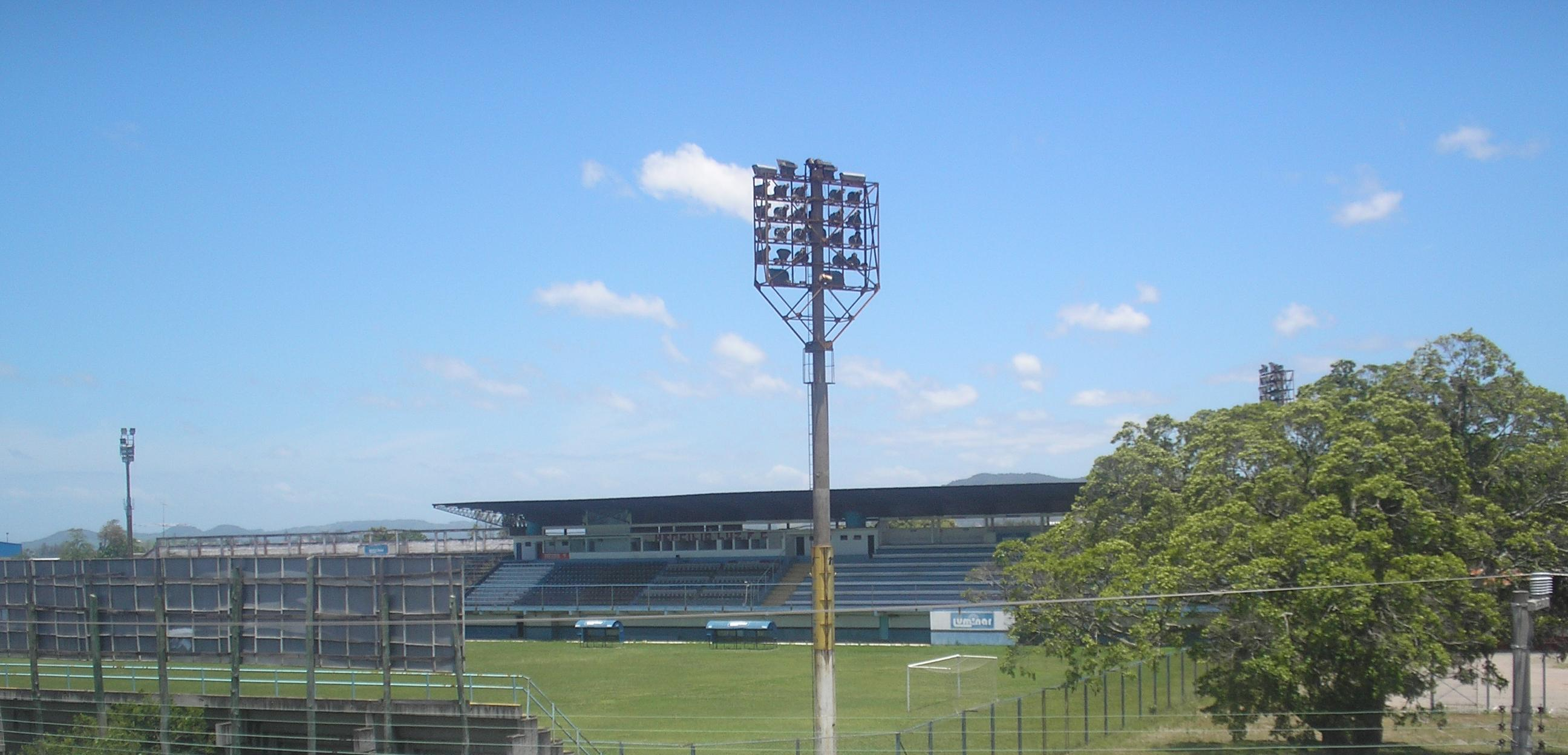